# Caônios

Tribos do Epiro na Antiguidade

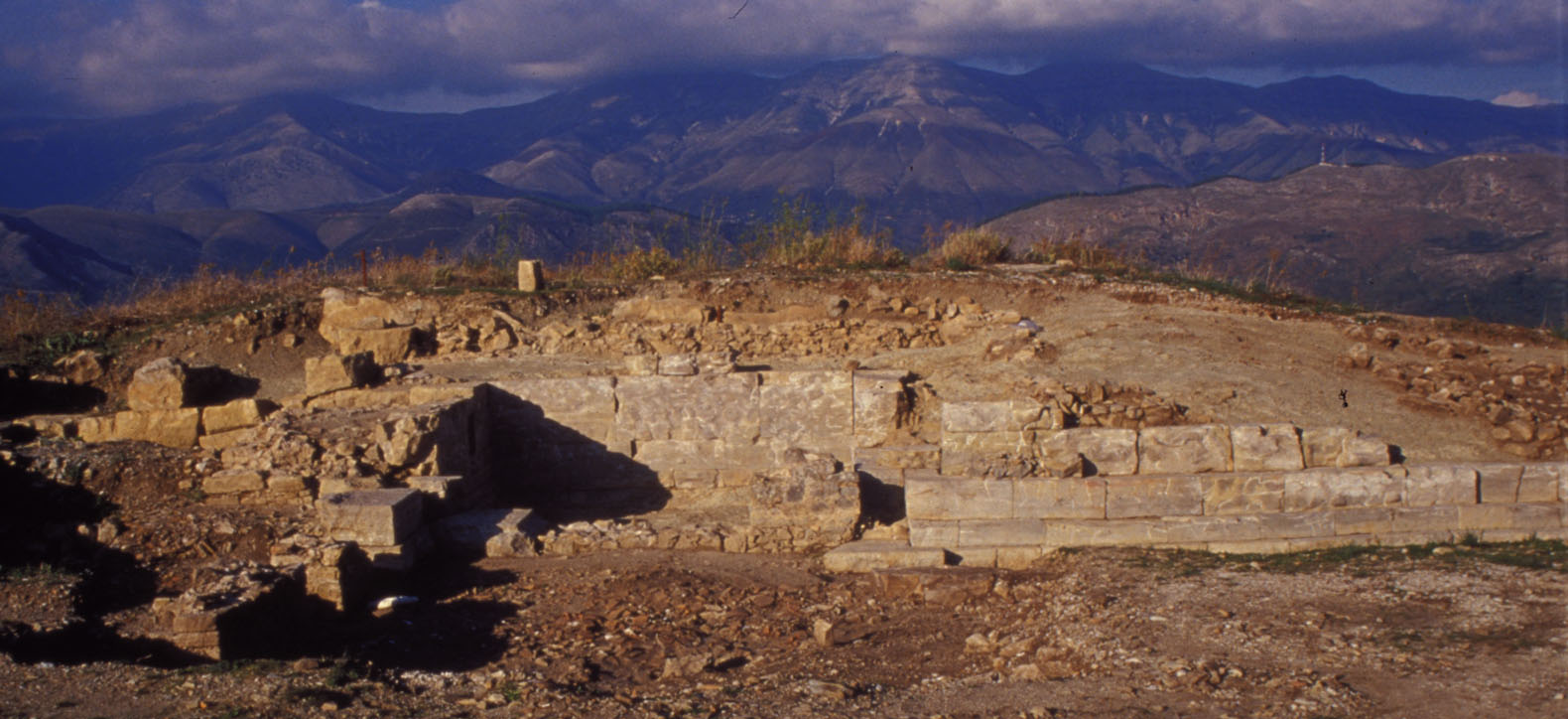
Ruínas de Fenice, a capital dos caônios

caônios (em grego: Χάονες; romaniz.: Chaones) foram uma antiga tribo grega que habitou o Epiro, na região da Caônia, localizado atualmente no noroeste da moderna Grécia e sul da Albânia. Na fronteira sul deles ficava outra tribo epirota, a dos molossos, e ao norte viviam as tribos ilírias. Segundo Virgílio, Caão foi um ancestral epônimo dos caônios. Pelo século V a.C., conquistaram e combinaram-se em grande escala com os vizinhos tesprócios e molossos. Os caônios fizeram parte da Liga Epirota até 170 a.C. quando o território deles foi anexado pela República Romana.

## História
Os caônios originalmente habitavam a Caônia e tinham como principais vizinhos os ilírios, que residiam nas regiões costeiras e interioranas ao norte; o Périplo de Pseudo-Cílax faz uma clara distinção entre os caônios e as tribos ilírias. Estavam assentados em Kata Komas (em grego: Κατά Κώμας), o que significa um conjunto de vilas e não uma pólis organizada (apesar do fato de que chamavam sua comunidade pólis), e foram um Estado tribal no século V a.C. com capital em Fenice.
Durante a Guerra do Peloponeso, gozaram de grande reputação e, provavelmente, é neste contexto que Estrabão menciona que eles governaram sobre o Epiro inteiro. Sua importância foi novamente referida na obra de Aristófanes, que usa o nome da tribo como um trocadilho para ilustrar o caos da política externa ateniense. Segundo Tucídides, os líderes deles foram escolhidos em uma base anual; ele nomeia dois de tais líderes, Fócio e Nicanor "da linhagem reinante".
No século IV a.C., os caônios adotaram o termo próstata (em grego: Προστάτης; romaniz.: prostates; "governante") para descrever seus líderes, como muitos outros estados tribais gregos no período. Outros termos para o ofício foram gramateu (em grego: Γραμματεύς; romaniz.: grammateus; "secretário"), demiurgos (em grego: Δημιουργοί; romaniz.: demiourgoi; "criadores"), hieromneno (em grego: Ἱερομνήμονες; romaniz.: hieromnemones; "da memória sagrada") e sinarconte (em grego: Συνάρχοντες; romaniz.: synarchontes; "co-governante").
Eles juntaram-se a Liga Epirota, fundada em 325/320 a.C., unindo seus territórios com aqueles dos tesprócios e molossos em um estado vagamente federado que tornou-se um grande poder na região. Em 230 a.C., segundo Políbio, Fenice foi alvo dum raide ilírio devastador, um incidente que produziu ramificações políticas significativas: muitos comerciantes italianos que estavam na cidade no tempo do saque foram mortos ou escravizados pelos ilírios, o que levou a República Romana a lançar a primeira das três Guerras Ilíricas no ano seguinte. Em 170 a.C., a Liga Epirota foi conquistara por Roma. Durante o século II d.C., os prasebos (prasaebi) substituem os caônios no controle de Butroto, como atestado em inscrições do período.

## Origens mitológicas

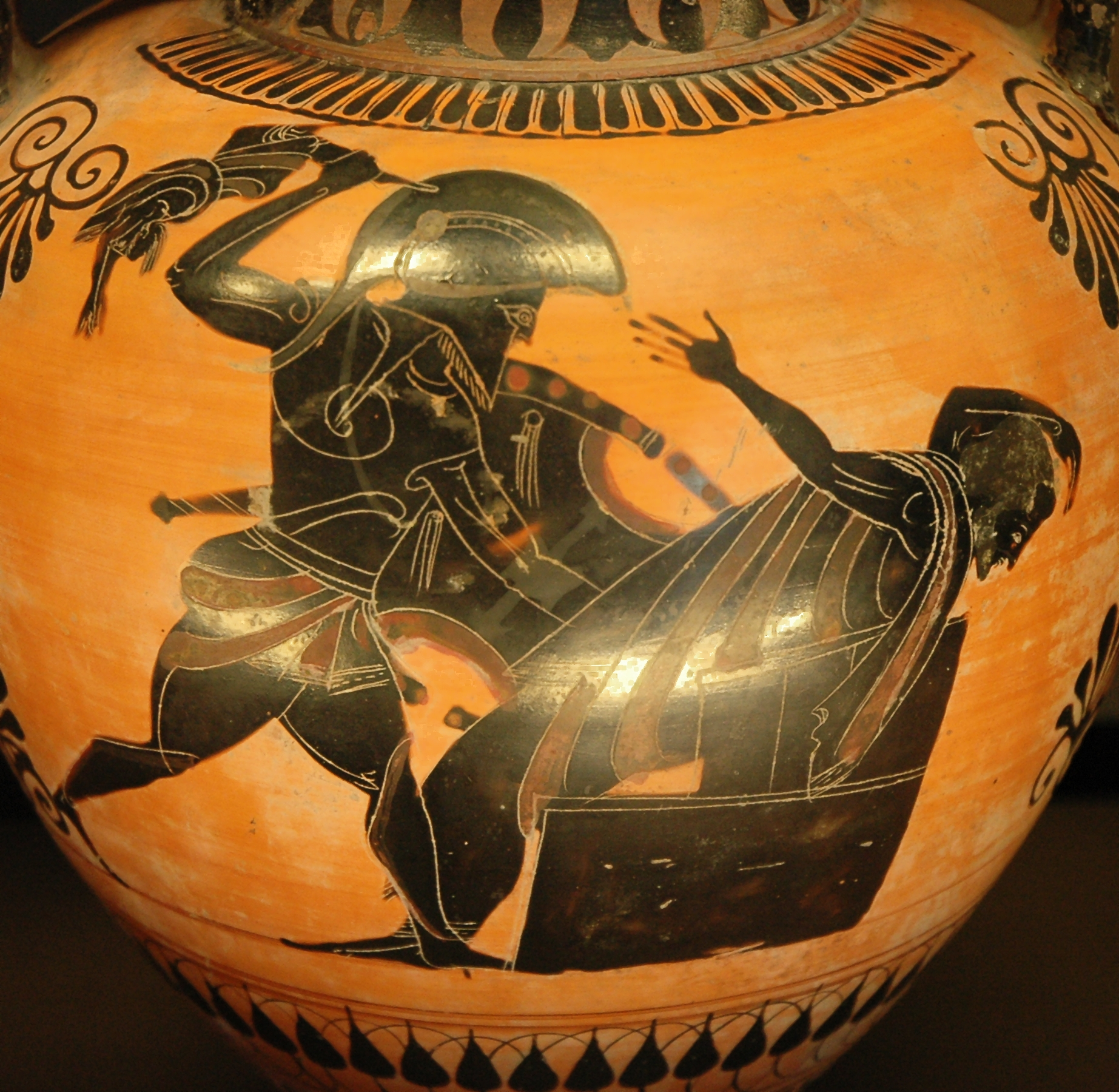
Príamo morto por Neoptólemo, detalhe de uma ânfora com figura-negra ática, ca..

Os caônios alegaram que a casa real deles foi de descendência troiana, afirmando ascendência com o herói epônimo Caão (em grego: Χάων) que deu seu nome a Caônia. Ele teve algum tipo desconhecido de relação com Heleno e acompanhou-o à corte de Neoptólemo. Após sua morte, também incerta, Heleno nomeou parte de seu reino em honra a Caão. Os vizinhos dos caônios, os molossos e tesprócios, também afirmavam descendência troiana. Tem sido sugerido que um mito de origem muito similar aquele dos caônios pode ter surgido como uma resposta para as auto-definições dos molossos e tesprócios.

## Lista de caônios
- Fócio e Nicanor, líderes dos caônios na Guerra do Peloponeso (ca. 431−421 a.C.).[9]
- Doropso (em grego: Δόροψος), teoródoco em Epidauro (ca. 365 a.C.).
- Antanor (filho de Eutímides), próxeno em Delfos (325−275 a.C.).
- Peucesto, próxeno em Tirreião, Acarnânia (século III a.C.).
- Mirtilo, oficial que deu ao beócio Calímelo o decreto da proxenia (final do século III a.C.).
- Bisco (filho de Messaneu), próstata (final do século III a.C.).
- Lícida (filho de Helino), próstata (ca. 232−162 a.C.).
- -to (filho de Lísias), vencedor na luta das Panatenaicas (ca. 194/193 a.C.).
- Caropo, filho de Macatas e pai de Caropo, o Jovem - políticos filo-romanos. (século II a.C.).[18]